# Coccophagus nubeculus
Coccophagus nubeculus is een vliesvleugelig insect uit de familie Aphelinidae. De wetenschappelijke naam is voor het eerst geldig gepubliceerd in 1913 door Brèthes.